# 5440 Terao
5440 Terao (1991 HD) là một tiểu hành tinh vành đai chính được phát hiện ngày 16 tháng 4 năm 1991 bởi A. Sugie ở Dynic.